# Espacio exterior (Gijón)
Espacio exterior es una de las más de cien esculturas, monumentos y obras de arte que adornan las calles de la ciudad asturiana de Gijón, en el norte de España. Fue inaugurada en 1990 y trasladada a su ubicación actual en el 2011, en el final de la calle Sanz Crespo, frente a la estación provisional de tren de la ciudad.

## Descripción
La pieza escultórica fue ideada por el artista Joaquín Rubio Camín en 1990 como parte de la colección de arte de ADIF y originalmente ubicada en el vestíbulo de la estación de Jovellanos. Tras la demolición de la misma en el año 2011 como consecuencia del plan de soterramiento ferroviario y el metrotren, la obra fue reubicada frente a la nueva estación provisional en un espacio al aire libre, lo que desató cierta polémica dada su concepción como obra artística de interior.
La pieza escultórica está compuesta por tres láminas de acero angular con distintos cortes, pliegues y soldaduras que hacen recordar a los railes de una vía férrea, una de ellas es completamente recta en tanto que las otras dos se quiebran en su punta a derecha e izquierda, simbolizando los distintos caminos que se pueden seguir a través de un mismo punto, en este caso concreto desde la estación ferroviaria.